# Tour First
O Tour First (conhecido como Tour UAP entre 1974 e 1998 e como Tour AXA entre 1998 e 2007) é um arranha-céu de escritórios em Courbevoie, em La Défense, o distrito comercial da área metropolitana de Paris. 
A torre foi construída em 1974 por Bouygues para a companhia de seguros UAP. O edifício tinha 159 m naquele momento. A torre foi renomeada Tour AXA quando a UAP foi comprada pela companhia de seguros AXA em 1996. Uma renovação em grande escala da torre começou em 2007 e foi concluída em 2011. A aparência exterior do edifício foi completamente alterada, com altura adicional adicionada à torre. A torre renovada, agora conhecida como Tour First, tem 225 m de altura do teto e 231 m até sua torre, com um espaço total de 86.707 metros quadrados. Atualmente é o arranha-céu mais alto da França, apenas superado em altura pela Torre Eiffel.